# Nipsey Hussle
Ermias Asghedom (Los Angeles, 15 de agosto de 1985 — Los Angeles, 31 de março de 2019), mais conhecido pelo seu nome artístico Nipsey Hussle, foi um rapper e empreendedor americano.

## Biografia
Nascido e criado no distrito de Crenshaw em South Los Angeles, era filho de Dawit Asghedom, um imigrante eritreu e de Angelique Smith, uma mãe afro-americana. Ele também foi um membro da gangue Rollin 60's Crips desde os 14 anos de idade. Seu nome artístico originou-se de um apelido que os seus amigos o deram durante sua infância e foi também um trocadilho com o comediante Nipsey Russel..
Ele lançou várias mixtapes; em particular, Crenshaw (2013), que alcançou um sucesso rápido e notável, atraindo elogios de vários artistas, incluindo E-40 e Jay-Z.
Em 2018, seu álbum de estreia Victory Lap estreou em quarto lugar na Billboard 200 e foi indicado ao Grammy Award na categoria de melhor álbum de hip hop.
Em 2013, Hussle começou a namorar a atriz Lauren London e em 13 de agosto de 2016 tiveram seu primeiro filho. Por outro lado, Hussle também teve uma filha, Emani, de um relacionamento anterior.

### Morte
A polícia relata em 31 de março de 2019, Hussle foi baleado várias vezes no estacionamento de sua loja de roupas Marathon na West Slauson Avenue, no sul de Los Angeles, perto do bairro onde ele nasceu e cresceu, aproximadamente às 3:25. pm. Hussle foi ferido cinco vezes nas costas e um na cabeça. Duas outras pessoas ficaram feridas no tiroteio. As três vítimas foram levadas para o hospital, mas Hussle chegou morto às 15h55. Ele tinha 33 anos e as notícias informavam que inúmeras celebridades ofereciam condolências nas redes sociais. 
Eric Holder, na altura com 29 anos, foi considerado culpado e sentenciado em 2023 a 60 anos de prisão.

## Discografia
Álbuns de estúdio
- Victory Lap (2018)

Mixtapes
- The Marathon (2010)
- The Marathon Continues (2011)
- Crenshaw (2013)
- Mailbox Money (2014)